# Ioan Igna
Ioan Igna (n. 4 iunie 1940, Arad, România) este un fost arbitru și jucător de fotbal.

## Biografie
Igna a jucat fotbal la UTA Arad între anii 1957-1960 și 1964-1967 și la Știința Timișoara între 1961-1964.
A devenit arbitru în 1972. El este cunoscut pentru cele două meciuri arbitrate la Cupa Mondială 1986 din Mexic, unul din ele fiind cel din sferturile de finală, meciul dintre Brazilia și Franța, în care Igna a luat două decizii controversate. În cea de-a doua repriză de prelungiri, nu a sancționat un fault făcut de portarul brazilian Carlos asupra atacantului francez Bruno Bellone. Comentatorul BBC Jimmy Hill a descris decizia lui Igna de a ignora faultul lui Carlos drept „o greșeală extremă”. La loviturile de departajare, el a acordat gol după ce Bellone a lovit bara, iar mingea a revenit în Carlos înainte de a intra în poartă. Legile jocului au fost ulterior modificate pentru a evita interpretarea unor astfel de situații la loviturile de departajare.
De asemenea, el a arbitrat de-a doua manșă a finalei Cupei UEFA din 1987 și semifinala Campionatului European din 1988 din Germania de Vest dintre Țările de Jos și Germania de Vest.
Are un fiu, Valentin Igna și o nepoată, Iulia Igna.

## Legături externe
Materiale media legate de Ioan Igna la Wikimedia Commons
- Profil